# Евреи в Кыргызстане
Евре́и в Кыргызстане (ивр. יהדות קירגיזסטן‎) — одна из этнических общин на территории Кыргызской Республики, суммарная численность которой составляет 455 человек. Иудаизм в Кыргызстане охватывает малую часть населения страны, так как евреи являются малочисленной этнической группой кыргызского общества.
История евреев в Кыргызстане началась в VI веке. Сейчас абсолютное большинство евреев страны проживает в Бишкеке, который принял значительное количество ашкеназских переселенцев во время Второй мировой войны, и его окрестностях. Исторически, однако, более значительной была община бухарских евреев, сконцентрированных в Оше и других населённых пунктах в юго-западной части Кыргызстана. Как и евреи Узбекистана и Таджикистана, ошские бухори массово эмигрировали в Израиль и США в конце XX — начале XXI веков, и на данный момент их в Кыргызстане практически не осталось. Эмиграция в значительной мере затронула и ашкеназское сообщество, численность которого когда-то доходила до 26 тысяч человек, а сейчас не составляет и одной тысячи, но евреи, остающиеся до сих пор в Киргизии, относятся именно к акшеназам.
Несмотря на значительный отток еврейского населения в последние десятилетия и небольшой размер остающейся в республике общины, в Бишкеке действуют еврейское общество «Менора», синагога и школа «При Эц Хаим», издаётся ежемесячная еврейская газета «Мааян».